# 제1대 고드리치 자작 F. J. 로빈슨
제1대 고드리치 자작 프레더릭 존 로빈슨(영어: Frederick John Robinson, 1st Viscount of Goedrich, 1782년 11월 1일 ~ 1859년 1월 28일), 1833년부터 리펀 백작(Earl of Ripon)은 영국의 정치인으로서 1827년부터 1828년까지 영국의 총리를 지냈다.
부유한 지주 가문에서 태어나 인맥을 통해 정계에 입문한 그는 하원에 들어가 1818년 상무청장을 맡으며 두각을 드러내기 시작했고 1823년에는 재무장관으로 4년간 있었다. 1827년 고드리치 자작의 작위를 수여받고 상원에 들어가 의장 등을 역임했다. 조지 캐닝이 1827년 재임 중 사망하자 뒤를 이어 총리가 되었으나 캐닝 당시 토리당과 휘그당을 모두 등용한 내각을 중재하며 운용하는 데 어려움을 겪었고 결국 144일만에 사임하였다.